# Rua do Pescador, nº 6
Rua do Pescador, Nº 6 é um longa-metragem documental brasileiro dirigido pela cineasta brasileira Bárbara Paz. O longa metragem estreiou no Festival É Tudo Verdade 2025 e foi selecionado para o 53º Festival de Gramado na seleção de longas metragens gaúchos.

## Sinopse
À medida que as águas das enchentes no Rio Grande do Sul vão baixando, as memórias de muitas vidas emergem, trazendo a certeza de que nada mais será o mesmo. Uma pequena equipe de técnicos do audiovisual gaúcho, alguns também afetados pela tragédia, saíram em busca de histórias e memórias ‘após o fim’. Chegaram à rua dos Pescadores, nº 6 e encontraram uma comunidade ribeirinha fortemente impactada pelas enchentes buscando reafirmar sua essência, pertencimento e amor por essa ilha, agora coberta de areia.

## Recepção

### Repercusão da Crítica
O crítico Caio Coletti, do portal Omelete classificou o filme com exelente. Em sua critica de cinco estrelas, Coletti classifica-o com ''economico e atento."

### Prêmios e indicações
| Ano  | Festival                                   | Prêmio                                                    | Indicação             | Resultado | Ref.  |
| ---- | ------------------------------------------ | --------------------------------------------------------- | --------------------- | --------- | ----- |
| 2025 | Festival É Tudo Verdade                    | Melhor Documentário Brasileiro de Longa ou Média-Metragem | Rua do Pescador, Nº 6 | Indicado  | [ 6 ] |
| 2025 | Festival de Cinema Sul-Americano de Bonito | Melhor Longa-Metragem Ambiental (Prêmio do Juri Oficial)  | Rua do Pescador, Nº 6 | Venceu    | [ 7 ] |
| 2025 | Festival de Gramado                        | Melhor Longa-Metragem Gaúcho                              | Rua do Pescador, Nº 6 | Pendente  | [ 3 ] |